# Villa Mix
Villa Mix é uma casa noturna brasileira sediada em São Paulo, capital do estado homônimo. Inaugurada em 25 de novembro de 2011, foi lançada numa iniciativa da dupla sertaneja Jorge & Mateus com o grupo de empresários que controlam a Enter Eventos. A inspiração para o lançamento da casa noturna partiu da gravação do show Noite e Dia: Ao Vivo em Goiânia no mesmo ano — este que também originou o VillaMix Festival. A Villa Mix também possui presença em outras regiões do país, através de licenciamento de marca pertencente a produtora AudioMix, do empresário Marcos Araújo.

## História
O projeto da Villa Mix surgiu em julho de 2011 após o êxito da gravação do show Noite e Dia: Ao Vivo em Goiânia, em 13 de fevereiro de 2011, da dupla sertaneja Jorge & Mateus e outros artistas de sucesso do mesmo gênero. Para o lançamento da casa de shows, a dupla firmou parceria com o grupo de empresários da Enter Eventos. O local escolhido foi o espaço do antigo Armazém da Vila, na Vila Olímpica, ocupando uma área de 2 mil metros quadrados e com capacidade para 1600 pessoas e é voltada para um público elitizado.
A casa noturna foi lançada entre os dias 22 e 23 de novembro de 2011, com presença da dupla Jorge & Matheus e atrações convidadas como Gusttavo Lima e Humberto & Ronaldo. A abertura ao público ocorreu no dia 25 de novembro de 2011. A abertura em São Paulo foi o embrião para a expansão do conceito em outras cidades do país. A segunda inauguração ocorreu em Goiânia, em janeiro de 2012. A primeira Villa Mix no Nordeste foi inaugurada em setembro de 2017, na cidade de Juazeiro do Norte.

## Controvérsias

### Racismo e discriminação
Em agosto de 2015, o Ministério Público de São Paulo abriu investigação contra a Villa Mix a partir de denúncias formais de racismo e discriminação. Apesar da abertura do processo, haviam queixas contra o espaço desde 2012 onde relatos afirmavam que pessoas eram barradas na porta do local por não se enquadrarem ao perfil do espaço (impedimento de pessoas negras, acima do peso e até ‘mal arrumadas’). Algumas das queixas foram compiladas numa página do Facebook que, além de relatos de frequentadores, também começaram a receber relatos de ex-funcionários do local que afirmavam ser obrigados a barrar "negro, humilde e gente gorda". O advogado que representou a casa negou as acusações e afirmou que as denúncias foram feitas por pessoas que ficaram chateadas por não terem entrado no local e que não há privilégios ou distinção para entrar na Villa Mix, mas somente exigências quanto à vestimenta.
Em 29 de julho de 2016, a Villa Mix assinou um Termo de Ajustamento de Conduta (TAC) junto ao Ministério Público se comprometendo a não realizar nenhum tipo de seleção com base em aparência, raça ou posição social para definir quem pode ou não frequentá-la. Em 25 de setembro de 2017, a Justiça Federal condenou a Villa Mix a indenizar uma ex-funcionária em 60 mil reais. A autora da ação, que é negra, trabalhou como hostess por dois anos na casa noturna e responsável por selecionar os frequentadores do estabelecimento. Na ação ela afirma que recebeu ordens da diretoria e dos proprietários para impedir a entrada de pessoas de perfil "como pessoas malvestidas, negras e que aparentavam ter baixo poder aquisitivo". Também afirmou ficar constrangida por ter que impedir a entrada de pessoas negras no local e que já chegou a liberar essas pessoas sem autorização e foi cobrada, anexando ao processo uma troca de mensagens com o gerente que se incomodou ao ver um homem negro no local, o que causou sua demissão. A defesa da Villa Mix afirmou que iria recorrer da sentença, negou as acusações e que repudia atos de discriminação.